# Coffea kapakata
Coffea kapakata là một loài thực vật có hoa trong họ Thiến thảo. Loài này được (A.Chev.) Bridson mô tả khoa học đầu tiên năm 1994.